# Ansar
Ansār (انصار), che significa "Ausiliari") è il termine arabo per indicare gli abitanti di Yathrib/Medina che si convertirono all'Islam dopo l'arrivo nella loro città del profeta Maometto.
Considerati per eccellenza secondi ai soli Muhājirūn, gli Ansār costituirono il nerbo militare (ma non altrettanto politico) del primo Islam. Colui che si fece maggiormente paladino delle loro richieste di non essere in alcun modo discriminati rispetto agli Emigrati fu il quarto califfo 'Alī ibn Abī Tālib.
Fra i movimenti fondamentalistici islamici il termine ha conosciuto nuova fortuna e, come tutti i termini che si riferiscono al primissimo Islam, è spesso usato per sottolineare una fede e una pratica islamica di alto profilo, per quanto decisamente autoreferenziale.